# Asesinato de Tori Stafford
Victoria Elizabeth Marie "Tori" Stafford (15 de julio de 2000 - 8 de abril de 2009) fue una niña canadiense de ocho años secuestrada, violada y asesinada por Michael Rafferty y Terri-Lynne McClintic. Su cuerpo fue encontrado tres meses después en una zona boscosa de Ontario. Su desaparición y la posterior investigación y búsqueda fueron objeto de una gran cobertura mediática en todo Canadá.
La respuesta de la policía a la situación y el hecho de que no anunciara una Alerta Amber fueron criticados por el público, y fueron el centro de una revisión del sistema de Alerta Amber en Canadá. Las circunstancias de su muerte fueron desconocidas por el público hasta que se levantó la prohibición de darle publicidad al hecho en diciembre de 2010.

## Secuestro, asesinato e investigación
Alrededor de las 15:30 horas del 8 de abril de 2009, Stafford salió de la escuela pública Oliver Stephens para ir a su casa, y fue captada por una cámara de seguridad de la zona a las 15:32 horas con una mujer que la llevaba por la avenida Fyfe, en Woodstock. Al no regresar a casa, su abuela denunció su desaparición a las 18:04 horas.
La sospecha recayó inicialmente en la madre de Stafford, Tara McDonald, ya que había esperado dos horas para denunciar la desaparición de su hija, a pesar de que el colegio de la niña distaba unas pocas manzanas de su casa. Además, McDonald estaba desempleada, era adicta a las drogas y no había salido a buscar a su hija, dejando que fuera la abuela de la niña la que la buscara y posteriormente presentara una denuncia por su desaparición. Se sospechaba que McDonald era la mujer que aparecía en las imágenes de la cámara de seguridad, algo que McClintic confesó posteriormente. Durante un interrogatorio, dijo a los investigadores que atrajo a la niña hasta su vehículo con la promesa de mostrarle un cachorro.
Cinco días después de la desaparición de Stafford, la policía suspendió la búsqueda y sus compañeros de clase regresaron a la escuela al día siguiente. El caso apareció en el episodio del 25 de abril de 2009 de America's Most Wanted. La investigación inicial fue dirigida por la policía local y luego pasó a ser una investigación conjunta con la Policía Provincial de Ontario, pasando de una investigación de persona desaparecida a un caso de secuestro.
El 20 de mayo de 2009, la policía acusó a Michael Thomas Christopher Stephen Rafferty, de 28 años, de asesinato en primer grado y a su novia Terri-Lynne McClintic, de 18 años, de ser cómplice de asesinato (además de otros cargos menores) en el secuestro y presunto asesinato de Stafford. La Policía Provincial de Ontario indicó que la madre de Stafford conocía a McClintic. McClintic colaboró con la policía en la búsqueda de los restos de Stafford tras su detención, y su abogado declaró que su cliente "quiere que la familia de Tori sepa que se está esforzando por encontrar su cuerpo".
El 28 de mayo de 2009, los cargos de McClintic fueron modificados a asesinato en primer grado y un cargo de confinamiento ilegal, y se anunció que los acusados serían juzgados por separado.
El 21 de julio de 2009, la policía confirmó que los restos encontrados cerca de Mount Forest dos días antes eran los de Stafford. El cuerpo de Stafford estaba semienterrado, envuelto en bolsas de basura y cubierto con piedras, desnudo de cintura para abajo y sólo llevaba una camiseta de Hannah Montana y un par de pendientes que le había prestado su madre. La mitad inferior de su cuerpo estaba muy descompuesta. Durante la autopsia se determinó que había sufrido una paliza a consecuencia de la cual tenía varias costillas rotas y laceraciones en el hígado, y que su muerte fue el resultado de repetidos golpes en la cabeza con un martillo.

## Juicio
Estaba previsto que McClintic compareciera ante el tribunal el 30 de abril de 2010, pero el juez impuso la prohibición de publicación de los hechos. La prohibición de publicación se levantó el 9 de diciembre de 2010, revelando que McClintic se había declarado culpable de asesinato en primer grado. Fue condenada a cadena perpetua. McClintic fue recluida en la Institución para Mujeres de Grand Valley en Kitchener, Ontario.
El 5 de marzo de 2012, comenzó el juicio de Rafferty por el secuestro, agresión sexual y asesinato en primer grado de Stafford. El 11 de mayo de 2012, el jurado declaró a Rafferty culpable de todos los cargos. Cuatro días después, fue condenado a cadena perpetua sin posibilidad de libertad condicional durante 25 años.
Alegando que "las instrucciones del juez al jurado eran erróneas", Rafferty recurrió su condena ante el Tribunal de Apelación de Ontario el 26 de julio de 2012. El plazo de 30 días para apelar ya había pasado cuando se recibió la documentación, pero esto se atribuyó a su "incapacidad para utilizar el teléfono para ponerse en contacto con un abogado", y se solicitó una prórroga. Los documentos de apelación de Rafferty parecía que habían sido presentados desde la penitenciaría de Kingston. Se concedió una prórroga a su apelación.
El 10 de junio de 2013, Rafferty compareció por vídeo en un intento de apelación. Se le denegó la asistencia jurídica para su proceso de apelación. El 12 de agosto, Rafferty vio aplazada su cita con el tribunal hasta el 10 de septiembre de 2013. La apelación se puso en marcha en diciembre de 2013, pero hasta el 20 de enero de 2016 no se había presentado ningún documento. El 24 de octubre de 2016, Rafferty compareció en su audiencia de apelación pero el recurso fue rápidamente desestimado el mismo día.

## Consecuencias
En octubre de 2018, McClintic fue trasladada, no sin polémica, al Okimaw Ohci Healing Lodge en Saskatchewan, gestionado por el Servicio Correccional de Canadá. Se le concedió el traslado como aborigen, pero no se ha confirmado todavía si es realmente aborigen y un miembro de su familia lo ha puesto en duda. El albergue, una prisión de seguridad mínima/media, no está vallado, pero está vigilado las 24 horas del día con cámaras de vídeo. El primer ministro Justin Trudeau fue criticado por reconocer que no tenía derecho a devolver a McClintic a una prisión de máxima seguridad, ya que eso es competencia del comisario de Servicios Penitenciarios. También fue criticado por referirse a la oposición conservadora como "políticos perseguidores de ambulancias", en relación con los abogados que siguen a las ambulancias hasta la sala de urgencias para buscar clientes.
La diputada conservadora Candice Bergen presentó una moción en el Parlamento para condenar y anular la decisión. La moción generó un agrio debate de un día y fue derrotada por 200-82, con el voto en contra de todos los diputados liberales. Ante la creciente presión pública, el ministro de Seguridad Pública, Ralph Goodale, ordenó al Servicio Penitenciario de Canadá que revisara la decisión. El 7 de noviembre, Goodale anunció que McClintic sería devuelta a una prisión federal y que se endurecerían las normas para el traslado de presos de larga duración a centros de terapia. Fue trasladada a la Institución para Mujeres de Edmonton, que cuenta con varios grados penitenciarios.